# Wielki Martwy
Wielki Martwy (fr. Le grand Mort) – francuska seria komiksowa autorstwa Régisa Loisela i Jeana-Blaise’a Djiana (scenariusz) oraz Vincenta Mallié, ukazująca się od 2007 do 2019 nakładem wydawnictwa Vents d’Ouest. Po polsku serię opublikowało wydawnictwo Sideca.

## Fabuła
Utrzymana w konwencji fantasy seria opowiada o dwojgu młodych ludzi, Pauline i Erwanie, którzy zostają wciągnięci w walkę między dwoma światami. Pauline poznaje Erwana w czasie wiosennego weekendu na wsi w Bretanii, gdzie zamierza przygotowywać się do egzaminów na studiach. Erwan mieszka samotnie w domu na odludziu. W czasie wspólnej kolacji chłopak pokazuje Pauline książkę opowiadającą o świecie Małych Ludzi zamieszkujących alternatywny świat, którego łącznikiem z ziemskim światem ludzi jest właśnie Erwan. Dziewczyna uznaje to za żart, jednak następnego poranka na wycieczce do lasu z Erwanem przekonuje się, że jej nowy znajomy miał rację. Pauline dostaje się do świata Małych Ludzi – humanoidalnych istot posługujących się magią – gdzie spędza z Erwanem kilka dni. Okazuje się, że czasie ich pozornie krótkiej nieobecności w ziemskim świecie minęły aż dwa lata, w trakcie których planetę nawiedziły epidemie i katastrofy naturalne. Ma to prawdopodobnie związek z działaniami niektórych mieszkańców alternatywnego świata, dążących do konfrontacji z ludźmi. Sprawy dodatkowo się komplikują, gdy wychodzi na jaw, że Pauline wraca z wyprawy w ciąży i rodzi córeczkę Blanche, będącą hybrydą człowieka i mieszkańca świata Małych Ludzi. Pauline nie jest jednak w stanie określić, jak doszło do poczęcia dziecka. W obliczu kolejnych ziemskich tragedii Erwan opiekuje się nią i Blanche, jest jednak nieświadomy, że w alternatywnym świecie jedna z istot rodzi jego synka. Mająca nadprzyrodzone zdolności Blanche nawiązuje telepatyczny kontakt z dzieckiem Erwana.

## Tomy
| Tom | Tytuł i rok wydania polskiego | Tytuł i rok wydania oryginalnego | Uwagi                                                              |
| --- | ----------------------------- | -------------------------------- | ------------------------------------------------------------------ |
| 1   | Łzy pszczoły (2016)           | Larmes d'abeille (2007)          | W polskiej wersji oba tomy ukazały się w jednym albumie zbiorczym. |
| 2   | Pauline... (2016)             | Pauline... (2008)                | W polskiej wersji oba tomy ukazały się w jednym albumie zbiorczym. |
| 3   | Blanche (2016)                | Blanche (2011)                   | W polskiej wersji oba tomy ukazały się w jednym albumie zbiorczym. |
| 4   | Sombre (2016)                 | Sombre (2012)                    | W polskiej wersji oba tomy ukazały się w jednym albumie zbiorczym. |
| 5   | Panika (2017)                 | Panique (2014)                   | W polskiej wersji oba tomy ukazały się w jednym albumie zbiorczym. |
| 6   | Wyłom (2017)                  | Brèche (2015)                    | W polskiej wersji oba tomy ukazały się w jednym albumie zbiorczym. |
| 7   | Ostatnie migracje (2023)      | Dernières migrations (2017)      | W polskiej wersji oba tomy ukazały się w jednym albumie zbiorczym. |
| 8   | Renesans (2023)               | Renaissance (2019)               | W polskiej wersji oba tomy ukazały się w jednym albumie zbiorczym. |